# Old England
Het "Old England"-warenhuis is een art-nouveaugebouw aan de Hofberg in Brussel, ontworpen door de architect Paul Saintenoy en ingenieur E. Wyhovski.
Het warenhuis van de Britse firma werd gebouwd in 1899 als uitbreiding van het bestaande filiaal in het voormalige Hotel Spangen. Voor die tijd was het erg vooruitstrevend door het gebruik van een gietijzeren en stalen constructie en veel glas. Hierdoor werd de lichtinval optimaal benut. De vloeren in gewapend beton waren slechts 8 cm dik en rustten op een rooster
van ijzeren balken die zelf gedragen werden door slanke kruisvormige kolommen van gesmeed ijzer. Kenmerkend is ook de mooie hoektoren. Voor de bouw werd 250 ton staal gebruikt uit de Forges de Clabecq en 700 vierkante meter spiegels. Er werden friezen in faïence aangebracht en vele florale motieven. Julien Dillens maakte de sculpturen.
De firma Old England verliet het gebouw in 1972. In 1978 werd het door de staat aangekocht om het te gebruiken als museum, maar de restauratie startte pas in 1989. Sinds 2000 is het Muziekinstrumentenmuseum (MIM) gevestigd in het gebouw. Daarbij kan de bezoeker op het dakterras genieten van het uitzicht op de Brusselse benedenstad.

## Verder lezen
- Het Muziekinstrumentenmuseum in de Old England warenhuizen (1998) (Brussel: Regie der Gebouwen)
- Old England en het Muziekinstrumentenmuseum (2000) (Brussel: AAM)